# Paul Williams (arbitro di rugby)
Paul Williams (Waverley, 11 aprile 1985) è un ex rugbista a 15 e arbitro di rugby a 15 neozelandese, internazionale dal 2016.

## Biografia
Nato a Waverley, nel distretto di South Taranaki, ha frequentato le scuole a Westown, una cittadina del distretto di New Plymouth. Qui ha iniziato a giocare a rugby come mediano di mischia. Nel 2011 ha iniziato la sua carriera da arbitro, raggiungendo i ranghi del Super Rugby nel 2016 e arbitrando 5 incontri nella sua prima stagione.
Il suo esordio in un incontro internazionale tra nazionali maggiori risale alle Summer Series del 2017, quando viene designato per il test match tra Italia e Scozia a Singapore, terminato 34 a 13 per la compagine scozzese.
Nel 2019 esordisce nel Sei Nazioni, torneo in cui arbitrerà anche nel 2020 e nel 2023. Nel 2019 esordisce anche nel Rugby Championship, arbitrando anche nell'edizione successiva e nel 2022.
Oltre a essere stato il primo arbitro del distretto di Taranaki a raggiungere la maggiore categoria nazionale, è stato anche il primo arbitro neozelandese degli ultimi 40 anni ad avere arbitrato gli All blacks, nell'incontro del Tri Nations 2020 pareggiato con il punteggio di 16-16 contro l'Australia.
Il 7 maggio 2019 viene annunciata la sua designazione come assistente al mondiale del 2019 in Giappone. Nel corso del torneo arbitra 4 incontri della fase a gironi e viene designato come assistente in 3 incontri della prima fase e nel quarto di finale tra Galles e Francia.

Il 10 maggio 2023 viene inserito da World Rugby nell'elenco degli arbitri designati per il mondiale del 2023 in Francia.